# یورش ۲ (فیلم ۲۰۲۵)
یورش ۲ (انگلیسی: Raid 2) یک فیلم جنایی و دلهره‌آور هندی محصول سال ۲۰۲۵ به کارگردانی راج کومار گوپتا با بازی اجی دیوگن، ریتیش دشموک، وانی کاپور، راجات کاپور، سراب شوکلا و سوپریا پاتاک است. این دنباله‌ای بر یورش (۲۰۱۸) محسوب می‌شود.
مانند فیلم قبلی، دنباله نیز بر اساس حمله مالیات بر درآمد انجام شده توسط افسران اداره مالیات بر درآمد است که با سازمان‌های اطلاعاتی برای ردیابی جنایات یقه سفید همکاری می‌کنند. این فیلم در آوریل ۲۰۲۰ اعلام شد، در حالی که پیش تولید آن در اوت ۲۰۲۲ آغاز شد. فیلمبرداری در بمبئی، راجستان، اوتار پرادش و دهلی در نیمه اول سال ۲۰۲۴ انجام شد. این فیلم در ۱ می ۲۰۲۵ اکران شد. و با نظرات متفاوتی از منتقدان روبرو شد. این فیلم در گیشه موفقیت تجاری داشت و در رتبه سوم پرفروش‌ترین فیلم هندی سال ۲۰۲۵ قرار گرفت.

## داستان
وقایع این فیلم هفت سال پس از فیلم اول اتفاق می‌افتد، مأمور اداره مالیات هند، آمی پاتنایک، افسری صادق و جسور که در حملات خود بیش از ۴۲۰۰ کرور روپیه توقیف کرده است، برای هفتاد و چهارمین بار به شهر خیالی بوج در مادیا پرادش منتقل می‌شود، جایی که او در هفتاد و پنجمین حمله خود، یک جنایتکار یقه سفید دیگر به نام مانوهر دانکار ملقب به دادا مانوهر بای، یک سیاستمدار فاسد را ردیابی می‌کند. بعداً، هنگامی که آمی پاتنایک سعی می‌کند پول سیاه پنهان شده توسط دادا مانوهر بای را در طول حمله خود پیدا کند، در این روند معلق می‌شود. بعداً، پس از لغو تعلیق او، او با کمک تیم مالیات بر درآمد خود و وکیل دویندر گهلات، که علیه دادا مانوهر بای شکایت دعاوی مربوط به منافع عمومی در هند ثبت می‌کند تا بی‌نظمی‌های مالی در سازمان خود را آشکار کند، به تعقیب دادا مانوهر بای ادامه می‌دهد. این امر دادا مانوهر بای را مجبور می‌کند تا به وکیل گهلات ۵ کرور روپیه رشوه پیشنهاد دهد. معلوم می‌شود که وکیل گهلوت پس از ترغیب آمی پاتنایک، دادخواست دعاوی مربوط به منافع عمومی در هند را ثبت کرده است. وقتی دادا مانوهر بای رشوه را به صورت نقدی پیشنهاد می‌دهد، گهلوت آن پول را به عنوان مدرک در دادگاه ارائه می‌دهد و این امر باعث می‌شود دادگاه دستور بررسی تخلفات مالی در سازمان دادا مانوهر بای را صادر کند.
سپس آمای پاتنایک متوجه می‌شود که دادا مانوهر بای ظاهری نیکوکارانه به خود گرفته است، در واقع او یک جنایتکار حیله‌گر بود که در ازای دادن مشاغل دولتی به دختران آسیب‌پذیر، از آنها سوءاستفاده می‌کرد و تا جایی پیش می‌رفت که از نام آنها برای خرید املاک به نام خودشان استفاده می‌کرد تا پول سیاه را پولشویی کند. آمای همچنین متوجه شد که دادا مانوهر بای چندین شرکت صوری به نام روستاییان فقیر که چیزی در مورد آن نمی‌دانستند، افتتاح کرده تا پول را به حساب‌های خارج از کشور منتقل کند. پس از این، آمای تیم خود را در بوج آماده می‌کند تا به املاک دادا مانوهر بای حمله کنند، که آنها را متحیر کرد. در آن زمان است که آمای فاش می‌کند که تعلیق او یک ترفند برای گیج نگه داشتن دادا مانوهر بای بوده است. آخرین ضربه، حمله به یک هتل ۵ ستاره نوساز است که در آن مقدار زیادی پول نقد غیرقانونی، اسناد ملکی و شیرآلات ساخته شده از طلای خالص که به شکل فولاد رنگ‌آمیزی شده بودند، کشف شد. تمام این توقیف با بازیابی یک مجسمه عظیم دست ساخته شده از طلا از استخری در ورودی سازمان دادا مانوهر بای به پایان می‌رسد. در حالی که اعتبار او شروع به از بین رفتن می‌کند، دادا مانوهر بایِ سعی می‌کند به آمای پاتنایک حمله کند اما مادرش که از این سری وقایع آگاه شده است، جلوی او را می‌گیرد و مالینی، همسر آمای، او را متقاعد می‌کند که به آمای کمک کند. دادا مانوهر بای متوجه اشتباه خود می‌شود و تسلیم می‌شود. در پایان، رامشوار سینگ ملقب به «توجی» (متهم فیلم اول)، سعی می‌کند و پیشنهاد می‌دهد که با دادا مانوهر بای دست بدهد و صحنه را برای فیلم یورش ۳ آماده می‌کند.

## بازخوردها
این فیلم با ۱۹٫۷۱ کرور روپیه در هند و ۲۷ کرور روپیه در سراسر جهان اکران خود را آغاز کرد. این فیلم در آخر هفته افتتاحیه خود بیش از ۱۰۰ کرور روپیه فروش داشت که ۱۴ کرور آن از بازارهای بین‌المللی داشت. این فیلم در سینماهای جهان با فروش ناخالص تخمینی ۲۴۱٫۶۸ کرور روپیه به کار خود پایان داد.